# Microgaming
Microgaming es una empresa privada de software de juegos de azar con sede en la Isla de Man. La compañía desarrolló por primera vez software de casino en línea en 1994.

## Historia
En mayo de 2009, la tragamonedas progresiva Mega Moolah de Microgaming pagó 6.374.434 dólares, el mayor premio de casino en línea hasta la fecha. El 6 de octubre de 2015 se estableció un nuevo Récord Guinness cuando pagó 13.209.300 £ (equivalentes a 17.879.645 € en ese momento) a un soldado británico.
En mayo de 2016, la empresa lanzó juegos de realidad virtual utilizando la tecnología de Oculus Rift, con especial atención a la ruleta.
En 2022, Microgaming completó la venta de su negocio de distribución y su cartera de juegos en línea a Games Global Limited, una nueva compañía respaldada por capital privado. La transacción supuso un cambio estratégico importante para Microgaming, que desde entonces se ha centrado en proporcionar sistemas de plataformas, servicios de licencias y soluciones de cumplimiento normativo para la industria del iGaming.